# اندیس آنومالی بیزه
آنومالی بیزه یک اندیس فلزی است که در حوالی شهر داورزن استان خراسان قرار دارد و مادهٔ معدنی موجود در آن، طلا است. سنگ میزبان این اندیس کنگلومرا، پریدوتیت، ریوداسیت است در این اندیس، پاراژنز‌های باریت، سروزیت، کرومیت، سینابر، اپیدوت، گالن، گارنت، هماتیت، منیتیت، مالاکیت، پیریت، تورمالین، زیرکن یافت می‌شوند.